# マルクス・アントニウス
マルクス・アントニウス（ラテン語: Marcus Antonius、紀元前83年1月14日 - 紀元前30年8月1日）は、共和政ローマの政務官。第二回三頭政治の一頭として権力を握ったが、その後はガイウス・ユリウス・カエサルの姪の息子オクタウィアヌス（後の初代ローマ皇帝アウグストゥス）に敗北した。ウィリアム・シェイクスピアの戯曲『アントニーとクレオパトラ』でも知られている。

## 生涯

### 出自・青年期
マルクス・アントニウスの祖父マルクス・アントニウス・オラトルは執政官や監察官を歴任した当代随一の弁論家でもあったが、ルキウス・コルネリウス・スッラの党派へ属したとしてアントニウスの生まれる前の紀元前87年にスッラと敵対していたガイウス・マリウスとルキウス・コルネリウス・キンナがローマを制圧した際に殺害された。父マルクス・アントニウス・クレティクスは紀元前74年に法務官を務めたが、地中海での海賊征討の任務で失態を犯し、挽回が叶わないまま失意の内に死去した（紀元前72年頃）。
母はルキウス・ユリウス・カエサルの娘で、ユリア・アントニアであったが、ユリアは夫アントニウスの死去した後、プブリウス・コルネリウス・レントゥルス・スラと再婚した。レントゥルスは紀元前71年に執政官となったが、ルキウス・セルギウス・カティリナ一派による国家転覆の陰謀へ加担したとして、紀元前63年に執政官マルクス・トゥッリウス・キケロによって処刑された。義父の処刑がキケロとの因縁の始まりともされるが、カエサル暗殺後まで両者が決定的に対立する事はなかった。
多難な青年期を過ごしたアントニウスであったが、彼がどの時点から政界へ登場したかははっきりしない。ただ、ガイウス・スクリボニウス・クリオと徒党を組んで乱痴気騒ぎを起こしたり、キケロと敵対したプブリウス・クロディウス・プルケルの一派に属していた時期もあったと伝わっている。アントニウスやクリオらこの時期の若い世代は、放蕩で悪名を馳せる一方、その有り余る野心と豊かな才能で強烈な存在感を示す事となる。
アントニウスはその後ギリシアへ渡り、紀元前57年よりグナエウス・ポンペイウスの党派でシュリア属州総督であったアウルス・ガビニウスの配下へ入り、騎兵隊長となった。紀元前55年、ファラオの座を追われていたプトレマイオス12世の復位の為にエジプトへ侵攻した。この時アントニウスはまだ少女だったクレオパトラ7世に魅了されたと、アッピアノスが『内乱史』の中で記している。

### カエサル麾下での活動
するとポンペイウスはこう言った。
「貴公はどうお思いか、現状ですらあの文無しの吹けば飛ぶようなカエサル隷下の財務官(アントニウス)風情が大きな口を叩いているのだ、カエサルがその手にローマを我が物とした暁には一体何が待っているというのか？」
もはや言わずともわかるだろう？ポンペイウスは平和を望むどころか、それに怯えてすらいるのだ。

ーキケロ『アッティクス宛書簡』7.8.4
紀元前52年、クルスス・ホノルム最初の公職であるクァエストル(財務官)に選出されて元老院議員として一歩を踏み出したアントニウスは、プロコンスル(執政官代理)としてガリア戦争を指揮していたカエサルの指揮下に加わった。カエサルの指揮下には無名の家系や実績の無い元老院議員が多く、彼らはカエサルの下で名を挙げ、家名を上昇させる事を切望していた。アントニウスもカエサルの指揮下で奮戦し、アレシアの戦いではレガトゥス(総督代理)として同僚のガイウス・トレボニウスと連携して戦線を支え、勝利に貢献した。
アレシアでの勝利後もガリアで戦い続け、紀元前50年にはローマへ戻り、アウグル(卜鳥官)の選挙でカエサルの政敵ルキウスウス・ドミティウス・アヘノバルブスを破り憤慨させ、翌紀元前49年にはクリオの後任として護民官に就任して小カトーら反カエサル派の元老院議員達が主導権を握る元老院において同僚のクィントゥス・カッシウス・ロンギヌス(英語版)と共に護民官の職権である拒否権を発動して反カエサル派に抵抗した。その中でアントニウスはポンペイウスを痛烈に批判し、反カエサル派の敵意を高める事となった。
やがて、アントニウスとカッシウスの拒否権で元老院が機能不全に陥っている事に業を煮やした反カエサル派は強硬手段としてセナトゥス・コンスルトゥム・ウルティムム(元老院最終決議)を発令する。拒否権を無効化されたアントニウスはカッシウスやクリオらと共にローマから追放され、元老院は反カエサル派が掌握する所となった。ルビコン川付近でアントニウス達と合流したカエサルは、もはや反カエサル派との交渉の余地が残されていない事を悟り、ルビコン川を渡り、ポンペイウスら反カエサル派と戦う事を決意した。

### 内乱
アントニウスが売り物件になっていたポンペイウスの館を購入した際、それに見合った金額を支払う事を要求され、これ故に私はアフリカまでカエサルの供をしなかったのだと憤懣やるかたない様を見せた。曰く、それまでの働きに対する正当な報酬を得ていないというのだ。
だが、カエサルはアントニウスの素行を観察し、その悪癖と不品行を大幅に改善させたように見える。

ープルタルコス『英雄伝』アントニウス8.2
アントニウスは再びカエサルの指揮下で戦う事となり、初戦でスルモを陥落させる等した後、プロプラエトル(法務官代理)の地位を授かり、イタリア本土で留守を任された。
当初は快進撃だったカエサル派も、ポンペイウス派が混乱から立ち直り、アントニウスのかつての悪友クリオがアフリカで戦死し、弟のガイウス・アントニウス(英語版)もイリュリクムで捕虜となり、さらにギリシアへと渡ったカエサルも敵の優勢な海軍力の前に苦戦を強いられる等、次第に戦局は厳しくなっていった。カエサルからの救援要請を受けたアントニウスは直ちに兵力を動員し、ルキウス・スクリボニウス・リボの艦隊を巧みな戦術で撃破した後にカエサルと合流を果たした。紀元前48年のデュラキオンの戦いでは力及ばず敗れたが、その後のファルサルスの戦いでは左翼の指揮を任されてカエサルの勝利を支えた。
ファルサルスでの勝利後、カエサルは自身が就いているディクタトール(独裁官)の副官職であるマギステル・エクィトゥム（騎兵長官）にアントニウスを指名してローマの統治を任せ、自身はポンペイウスを追撃してエジプトへと向かったが、紀元前47年に護民官でキケロの娘婿プブリウス・コルネリウス・ドラベッラが債務帳消しを掲げて市民を扇動してフォルムで暴動が発生すると、アントニウスはドラベッラへの個人的な憎しみ(妻との不倫の噂)もあり、元老院最終決議に基づいて暴動を武力で鎮圧した。しかし、この騒乱で市民800人以上が犠牲となり、それまでの度を越した放蕩もあって市民からの反発が強まり、エジプトから帰還したカエサルの不興を買ってマルクス・アエミリウス・レピドゥスに役割を譲らざるを得なくなり、一時的に冷遇される事となった。

### 復権とカエサル暗殺
「だが、本当に私がカエサルを騙したと言えるのか？貴公が、そう貴公こそがルペルカリア祭でカエサルを殺したのではいのか？それこそが私の主張なのだ。ああ、何たる忘恩の徒か、何故貴公はフラーメンとしての役目を投げ出してしまったのだ？」

ーキケロ『ピリッピカ』13.41
紀元前45年3月17日、ヒスパニアでポンペイウス派の残党を率いていた小ポンペイウスとかつての副官ティトゥス・ラビエヌスをムンダの戦いで破ったカエサルは、ローマへの帰路ナルボにおいて再会したアントニウスとの関係の修復に努め、翌紀元前44年の執政官のポストを用意する事で報いた。移動の際、カエサルの甥であるオクタウィウス(後のオクタウィアヌス)とデキムス・ユニウス・ブルトゥス・アルビヌス(後に遺言で第二位の相続人に指定されていた事が判明する)が後続の馬車に乗せられたのに対し、アントニウスはカエサルが乗る馬車への同乗を許され、その信頼関係は内外に誇示された。
紀元前44年にカエサルの同僚執政官となったアントニウスが2月15日に行われたルペルカリア祭を取り仕切っていた際、カエサルに王の証であるダイアデムを献上して受け取りを断られるという一幕があり、この一件でアントニウスとカエサルが何を意図したかについては諸説あるが、カエサル自身が王位を求めていない事を内外にアピールする狙いがあったともされる。
しかしカエサルが王位を求めているという噂は払拭されず、マルクス・ユニウス・ブルトゥス、ガイウス・カッシウス・ロンギヌスらを中心とした共和主義者達によるカエサルの暗殺が計画された。この際、アントニウスも共に暗殺すべきとの意見が出たが、暴君排除の大義名分とそれによる共謀者との結束を重視したブルトゥスが退け、それに基づいて3月15日、カエサルに同行していたアントニウスを暗殺者の一味であったトレボニウスが引き留め、その隙に暗殺が決行された。

### キケロとの対決
アントニウスはカエサルの遠征を、勝利を、征服した国々を、ローマにもたらした戦利品の数々を迅速に読み上げ、それらが並ぶ者なき業績であると称賛し、次の事を雄弁に語った。
「カエサルだけが全ての敵に打ち勝ったのだ。300年前にこの町を襲った災厄に対して唯一人彼だけが報復を果たし、我らが都を焼き払うという他に類の無い所業を行った蛮族どもを屈服させたのだ！」
そして悲しみを湛え、不条理にさらされた友であるかの如く嘆いて涙を流し、己が命をカエサルのために捧げるという誓いを立てたのだった。

ーアッピアノス『内乱史』2.146.
カエサル暗殺後、アントニウスはカエサルの妻カルプルニア(英語版)に接触して遺言状をはじめとした機密文書を受け取り、さらにらアウルス・ヒルティウスら主要なカエサル配下の遺将達と連絡を取る一方、復讐を望む騎兵長官 のレピドゥスらを制止して事態の収拾に努めた。アントニウスに動きを封じられた暗殺者達は、3月17日に開催された元老院の評議においてアントニウスとキケロ主導の下決定されたカエサルの政策継承と暗殺者達の放免という妥協案で納得せざるを得なかった。その後カルプルニアの父ルキウス・カルプルニウス・ピソの提議でカエサルの国葬が決定されると、アントニウスは3月20日に追悼演説と遺言の公開を行い民衆を熱狂させ、立場が悪化した暗殺者達はローマからの退去を余儀なくされた。
元老院を主導するキケロは当初、アントニウスを「陰謀よりも宴会について考えているような男」と評していたとされるが、ブルトゥスらが事実上追放された事で脅威を感じ、遺言でカエサルの相続人に指定されて存在感を示しつつあったオクタウィアヌスに接近して対抗を試みた。弾劾演説『ピリッピカ』でアントニウスへの敵意を鮮明にしたキケロは紀元前43年にオクタウィアヌスを法務官代理の地位に就かせ、この年の執政官だったヒルティウ、パンサと共にアントニウス討伐のために派遣した。アントニウスは属州総督としての任地であるガリア・キサルピナに赴いていたが、暗殺者の一人であったデキムスが抵抗を続けており、オクタウィアヌスらに背後から挟撃される形となった。4月に発生したムティナの戦いでヒルティウスとパンサを戦死させたものの敗れて後退を余儀なくされたが、友人であり、後に片腕となるプブリウス・ウェンティディウス・バッススと合流しつつ、不断の統率によって疲弊した将兵に険しい地形を踏破させ、レピドゥスの支配するガリア・ナルボネンシスへの退却に成功した。

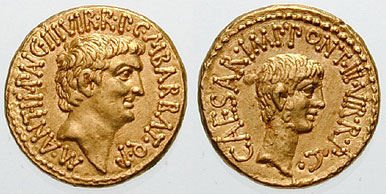
アントニウス（左）とオクタウィアヌスの肖像が彫られた硬貨

### 第2回三頭政治
130人の元老院議員と無数の騎士がこの告示の対象となり、さらにマルクス・レピドゥスの弟ルキウス・パウルス、アントニウスの叔父ルキウス・カエサル、そしてマルクス・キケロも対象とされた。63歳だったキケロはポピリウスなる軍団の者に首を刎ねられ、その首と右腕はロストラの飾りとなった。

ーリウィウス『ペリオカエ』120.
ガリア・ナルボネンシスに入ったアントニウスはかつて自身が指揮下に置いていた第10軍団をはじめとしたカエサル麾下の将兵から熱烈に歓迎され、直ちにレピドゥスと同盟を結んだ。さらにカエサルの遺将だったルキウス・ムナティウス・プランクスとガイウス・アシニウス・ポッリオも麾下の軍団と共に加わり、ここにアントニウスを中心としたカエサルの遺将達による大同団結が成立した。アントニウスと対峙していたデキムスは形勢が逆転して勝機がない事を悟り逃亡を試みたが、その途中ガリア人に捕らえられて殺害された。アントニウスは届けられたデキムスの首を埋葬するよう指示したという。
一方、キケロに対して不信感を抱いていたオクタウィアヌスは8月19日に事実上のクーデターでローマを武力制圧し、ムティナの戦い直後から密かに接触を試みていたアントニウスとボノニアでレピドゥスを交えた三者で会談し、2日間の交渉の末にかつてアントニウスが廃止した独裁官と同等の権限を持つ任期5年の「国家再建三人委員会」が創設されて事実上の第二回三頭政治が成立した。アントニウスは同盟の証として義理の娘であるクラウディアをオクタウィアヌスに嫁がせた。
11月27日、正式に樹立が宣言された国家再建三人委員会はルキウス・コルネリウス・スッラに倣いプロスクリプティオを発令してキケロを含む多数の元老院議員と騎士階級に対する粛清を開始した。アントニウスは粛清の対象に含めた叔父のルキウス・カエサルを母ユリアの説得を受けて免責したが、自身を痛烈に批判したキケロへの追及は緩めず、追手を差し向けて殺害させた。アントニウスがドラベッラとの密通を理由に妻と離縁した後に再婚し、キケロの政敵クロディウスの妻でもあったフルウィアは届けられたキケロの首を辱めたとされる。

### フィリッピでの勝利とクレオパトラ
アントニウスの前に引き立てられた男はこう言った。
「インペラトルよ、どうか私にルクッルスの亡骸の傍で最期を遂げさせてくだされ。彼の死は私の責任故、亡き友に償いをしたいのです。」
(中略)アントニウスの耳は確かにその願いを聞き届けていた。男はルクッルスの亡骸に接吻し、切り落とされた首を掲げて抱擁した後、自らの首を勝者の剣の前に差し出したのだった。

ーウァレリウス・マクシムス(英語版)『著名言行録』4.7.4
プロスクリプティオ実施後、アントニウスはオクタウィアヌスと共に東方で力を蓄えていたマルクス・ユニウス・ブルトゥス、ガイウス・カッシウス・ロンギヌスら暗殺者達の討伐に向かい、この過程でブルトゥスの捕虜となっていた弟のガイウスが処刑されている。フィリッピの地で決戦に臨み勝利した三頭派だったが、体調不良で苦戦を強いられ捕虜達からも侮辱されたオクタウィアヌスに対し、勇戦したアントニウスは自害したブルトゥスを丁重に弔い、降伏した捕虜達からも敬意を払われた事で誇りあるローマ人としての立場を誇示すると同時に、ローマ内での政治的な優位を確立した
その後アントニウスはローマを離れ、共和派に組していた東方の保護国王らと会見し関係を強化した。このときブルトゥスらを支援したプトレマイオス朝（エジプト）の女王クレオパトラ7世をタルソスへ出頭させ、出会った。クレオパトラ7世はアントニウスに頼んでエフェソスにいたアルシノエ4世を殺害させた。
こうしたなか紀元前41年の冬にアントニウスの弟ルキウス・アントニウスと妻フルウィアはイタリアでオクタウィアヌスに反抗しペルシア（現：ペルージャ）で蜂起した（ペルシアの戦い）。この戦争にはオクタウィアヌスが勝利したが、ここで改めて三人の同盟の確認が行なわれた。アントニウスは死亡した妻フルウィアの後妻にオクタウィアヌスの姉オクタウィアを迎え、婚姻関係によって同盟は強化された。同時に三頭官はイタリア以外の帝国の領土を三分割し、東方はアントニウス、西方はオクタウィアヌス、アフリカはレピドゥスとそれぞれの勢力圏に分割した。
カエサルの果たせなかったパルティア征服を成し遂げることで、競争者であるオクタウィアヌスを圧倒することを目論んだアントニウスは、紀元前36年にパルティアに遠征した。この遠征の後背地としてアントニウスは豊かなエジプトを欲し、女王クレオパトラとの仲を再び密接にしていた。しかしこの遠征は失敗しローマ軍団のシンボルである鷲旗もパルティアに奪われた（第2次パルティア戦争）。
時系列的に少し戻るが、紀元前40-37年頃にユダヤ地方でそれまで王であったヨハネ・ヒルカノス2世の甥アンティゴノスがパルティアと組んでクーデターを起こしヒルカノスを捉えるという事件が起き、ヒルカノス側のヘロデがローマにこれを訴え、他に適任なものがいなかった ためアントニウスやオクタウィアヌスたちの推薦でヘロデが空位になっていたユダヤの王に選ばれることになった
その後クーデターは鎮圧されてアンティゴノスは捉えられ、アントニウスは彼を支持するものが（親ローマ派である）ヘロデの邪魔をしないようにこの場でアンティゴノスを処刑させた。

### オクタウィアヌスとの対決

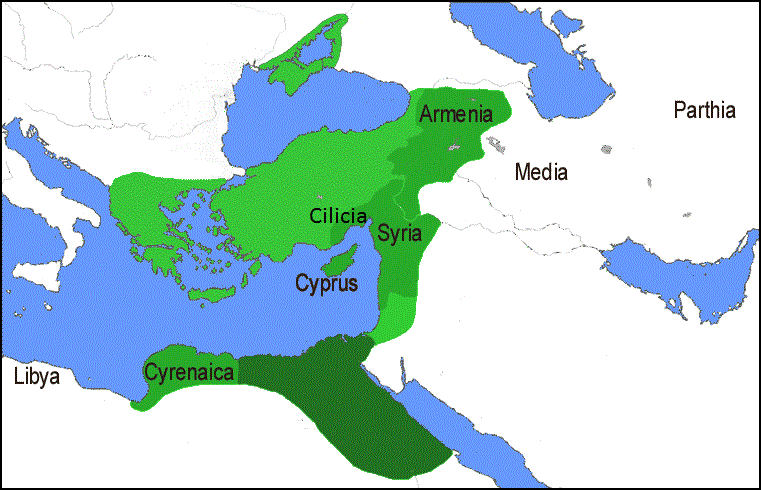
紀元前34年にアレクサンドリアで決定されたアントニウスおよびクレオパトラの支配地分割図。
- クレオパトラおよびカエサリオンはエジプトとキュプルス（キプロス）、
- アレクサンデル・ヘリオスはアルメニア、
- クレオパトラ・セレネはキュレナイカ、
- プトレマイオス・フィラデルフォスはキリキアとシュリア（シリア）、
残りはアントニウス自身が受け持った。

アントニウスは、パルティア遠征でローマを裏切ってパルティアへ味方したアルメニア王国を攻撃し、国王アルタウァスデス2世を捕虜とした。そしてその凱旋式をローマではなくアレクサンドリアで挙行した。その際に自らの支配領土をクレオパトラや息子らへ無断で分割したことやオクタウィアヌスが公開させた遺言状の内容、貞淑な妻オクタウィアへの一方的離縁などでローマ人の神経を逆撫でした。ローマ市民の中に「エジプト女、しかも女王に骨抜きにされ、ローマ人の自覚を失った男」といったイメージができた。
また、中東のローマとの同盟君主達もクレオパトラの要求に応じてアントニウスが彼女にそれまで彼らが支配していた中東の領地 を与えてしまうことを困っており、アントニウスには従っていたユダヤのヘロデも一度はクレオパトラの暗殺を考え（アントニウスの怒りを買うのを恐れて実行はせず）、ナバテア王国の王マルコス1世は露骨にこれによる支払い を拒否するようになった。
こうしたアントニウスの失策を見たオクタウィアヌスは、アントニウスとの対決を決断し、プトレマイオス朝に対して宣戦布告した。オクタウィアヌスの軍とアントニウス派およびプトレマイオス朝などとの連合軍はギリシアのアクティウム沖で激突。このアクティウムの海戦で敗北したアントニウスとクレオパトラはエジプトへ敗走した。
この敗戦により趨勢は決し、これまでアントニウスに従っていたヘロデなども彼を見限り、アントニウス側の援軍をシリア総督クィントゥス・ディディウス（彼もオクタウィアヌス側の人間）とともに妨害したり、オクタウィアヌス軍に補給物資を供給するようになるなど協力を始め、オクタウィアヌスはエジプトの首都アレクサンドリアへ軍を進めた。アントニウスはクレオパトラが自殺したとの報を聞き、自らも自刃した。クレオパトラ自殺は誤報であったので、アントニウスはクレオパトラの命で彼女のもとに連れて行かれ、彼女の腕の中で息絶えたとされる。

### アントニウス死後のアントニウス家
アントニウスの死から約10日後にクレオパトラも自殺した。クレオパトラは生前にアントニウスと同じ墓に入れるよう遺言しており、オクタウィアヌスはそれを認めた。
アントニウスの子供の内、クレオパトラ・セレネなどの女子は長生きし、クレオパトラ・セレネはマウレタニア王ユバ2世と結婚した。一方で男子に関しては義理の息子に当る（実の息子とする説もある）カエサリオンと、フルウィアとの長男マルクス・アントニウス・アンテュッルス（Marcus Antonius Antyllus）はオクタウィアヌスに殺害され、アレクサンデル・ヘリオスやプトレマイオス・フィラデルフォスはアントニウスの死から数年も立たない内に病死した。フルウィアとの次男・ユッルス・アントニウスはアウグストゥスの義理の甥として重用され執政官・アジア属州総督にまで登ったが、アウグストゥスの娘・ユリアとの密通により自死を強いられた。カリグラ、クラウディウス、ネロといった皇帝はアントニウスの血筋を引いている。

## ユリウス＝クラウディウス朝の家系図
|            |            |            |            |                |                |                |                |                     |                     |                     |                     |                     |                     |                |                |                |                |              |              | カエサルの祖父        | カエサルの祖父        | カエサルの祖父        | カエサルの祖父        | カエサルの祖父        | カエサルの祖父        |                    |                    | マルキア              | マルキア              | マルキア              | マルキア              | マルキア              | マルキア              |              |              |                             |                             |                             |                             |                                  |                                  |                                  |                                  |                                  |                                  |                |                |                                  |                                  |                                  |                                  |                                  |                                  |            |            |              |              |              |              |                |                |                |                |                |                |              |              |              |              |
|            |            |            |            |                |                |                |                |                     |                     |                     |                     |                     |                     |                |                |                |                |              |              | カエサルの祖父        | カエサルの祖父        | カエサルの祖父        | カエサルの祖父        | カエサルの祖父        | カエサルの祖父        |                    |                    | マルキア              | マルキア              | マルキア              | マルキア              | マルキア              | マルキア              |              |              |                             |                             |                             |                             |                                  |                                  |                                  |                                  |                                  |                                  |                |                |                                  |                                  |                                  |                                  |                                  |                                  |            |            |              |              |              |              |                |                |                |                |                |                |              |              |              |              |
|            |            |            |            |                |                |                |                |                     |                     |                     |                     |                     |                     |                |                |                |                |              |              |                       |                       |                       |                       |                       |                       |                    |                    |                       |                       |                       |                       |                       |                       |              |              |                             |                             |                             |                             |                                  |                                  |                                  |                                  |                                  |                                  |                |                |                                  |                                  |                                  |                                  |                                  |                                  |            |            |              |              |              |              |                |                |                |                |                |                |              |              |              |              |
|            |            |            |            |                |                |                |                |                     |                     |                     |                     |                     |                     |                |                |                |                |              |              |                       |                       |                       |                       |                       |                       |                    |                    |                       |                       |                       |                       |                       |                       |              |              |                             |                             |                             |                             |                                  |                                  |                                  |                                  |                                  |                                  |                |                |                                  |                                  |                                  |                                  |                                  |                                  |            |            |              |              |              |              |                |                |                |                |                |                |              |              |              |              |
|            |            |            |            | 大マリウス     | 大マリウス     | 大マリウス     | 大マリウス     | 大マリウス          | 大マリウス          |                     |                     | ユリア              | ユリア              | ユリア         | ユリア         | ユリア         | ユリア         |              |              | カエサルの父          | カエサルの父          | カエサルの父          | カエサルの父          | カエサルの父          | カエサルの父          |                    |                    | アウレリア            | アウレリア            | アウレリア            | アウレリア            | アウレリア            | アウレリア            |              |              | セクストゥス・カエサル      | セクストゥス・カエサル      | セクストゥス・カエサル      | セクストゥス・カエサル      | セクストゥス・カエサル           | セクストゥス・カエサル           |                                  |                                  |                                  |                                  |                |                |                                  |                                  |                                  |                                  |                                  |                                  |            |            |              |              |              |              |                |                |                |                |                |                |              |              |              |              |
|            |            |            |            | 大マリウス     | 大マリウス     | 大マリウス     | 大マリウス     | 大マリウス          | 大マリウス          |                     |                     | ユリア              | ユリア              | ユリア         | ユリア         | ユリア         | ユリア         |              |              | カエサルの父          | カエサルの父          | カエサルの父          | カエサルの父          | カエサルの父          | カエサルの父          |                    |                    | アウレリア            | アウレリア            | アウレリア            | アウレリア            | アウレリア            | アウレリア            |              |              | セクストゥス・カエサル      | セクストゥス・カエサル      | セクストゥス・カエサル      | セクストゥス・カエサル      | セクストゥス・カエサル           | セクストゥス・カエサル           |                                  |                                  |                                  |                                  |                |                |                                  |                                  |                                  |                                  |                                  |                                  |            |            |              |              |              |              |                |                |                |                |                |                |              |              |              |              |
|            |            |            |            |                |                |                |                |                     |                     |                     |                     |                     |                     |                |                |                |                |              |              |                       |                       |                       |                       |                       |                       |                    |                    |                       |                       |                       |                       |                       |                       |              |              |                             |                             |                             |                             |                                  |                                  |                                  |                                  |                                  |                                  |                |                |                                  |                                  |                                  |                                  |                                  |                                  |            |            |              |              |              |              |                |                |                |                |                |                |              |              |              |              |
|            |            |            |            |                |                |                |                |                     |                     |                     |                     |                     |                     |                |                |                |                |              |              |                       |                       |                       |                       |                       |                       |                    |                    |                       |                       |                       |                       |                       |                       |              |              |                             |                             |                             |                             |                                  |                                  |                                  |                                  |                                  |                                  |                |                |                                  |                                  |                                  |                                  |                                  |                                  |            |            |              |              |              |              |                |                |                |                |                |                |              |              |              |              |
|            |            |            |            |                |                |                |                | 小マリウス          | 小マリウス          | 小マリウス          | 小マリウス          | 小マリウス          | 小マリウス          |                |                | 小コルネリア   | 小コルネリア   | 小コルネリア | 小コルネリア | 小コルネリア          | 小コルネリア          |                       |                       | ユリウス・カエサル    | ユリウス・カエサル    | ユリウス・カエサル | ユリウス・カエサル | ユリウス・カエサル    | ユリウス・カエサル    |                       |                       | 小ユリア              | 小ユリア              | 小ユリア     | 小ユリア     | 小ユリア                    | 小ユリア                    |                             |                             | アティウス                       | アティウス                       | アティウス                       | アティウス                       | アティウス                       | アティウス                       |                |                |                                  |                                  |                                  |                                  |                                  |                                  |            |            |              |              |              |              |                |                |                |                |                |                |              |              |              |              |
|            |            |            |            |                |                |                |                | 小マリウス          | 小マリウス          | 小マリウス          | 小マリウス          | 小マリウス          | 小マリウス          |                |                | 小コルネリア   | 小コルネリア   | 小コルネリア | 小コルネリア | 小コルネリア          | 小コルネリア          |                       |                       | ユリウス・カエサル    | ユリウス・カエサル    | ユリウス・カエサル | ユリウス・カエサル | ユリウス・カエサル    | ユリウス・カエサル    |                       |                       | 小ユリア              | 小ユリア              | 小ユリア     | 小ユリア     | 小ユリア                    | 小ユリア                    |                             |                             | アティウス                       | アティウス                       | アティウス                       | アティウス                       | アティウス                       | アティウス                       |                |                |                                  |                                  |                                  |                                  |                                  |                                  |            |            |              |              |              |              |                |                |                |                |                |                |              |              |              |              |
|            |            |            |            |                |                |                |                |                     |                     |                     |                     |                     |                     |                |                |                |                |              |              |                       |                       |                       |                       |                       |                       |                    |                    |                       |                       |                       |                       |                       |                       |              |              |                             |                             |                             |                             |                                  |                                  |                                  |                                  |                                  |                                  |                |                |                                  |                                  |                                  |                                  |                                  |                                  |            |            |              |              |              |              |                |                |                |                |                |                |              |              |              |              |
|            |            |            |            |                |                |                |                |                     |                     |                     |                     | 大ポンペイウス      | 大ポンペイウス      | 大ポンペイウス | 大ポンペイウス | 大ポンペイウス | 大ポンペイウス |              |              | ユリア・ カエサリス   | ユリア・ カエサリス   | ユリア・ カエサリス   | ユリア・ カエサリス   | ユリア・ カエサリス   | ユリア・ カエサリス   |                    |                    | オクタウィウス        | オクタウィウス        | オクタウィウス        | オクタウィウス        | オクタウィウス        | オクタウィウス        |              |              | アティア                    | アティア                    | アティア                    | アティア                    | アティア                         | アティア                         |                                  |                                  |                                  |                                  |                |                |                                  |                                  |                                  |                                  |                                  |                                  |            |            |              |              |              |              |                |                |                |                |                |                |              |              |              |              |
|            |            |            |            |                |                |                |                |                     |                     |                     |                     | 大ポンペイウス      | 大ポンペイウス      | 大ポンペイウス | 大ポンペイウス | 大ポンペイウス | 大ポンペイウス |              |              | ユリア・ カエサリス   | ユリア・ カエサリス   | ユリア・ カエサリス   | ユリア・ カエサリス   | ユリア・ カエサリス   | ユリア・ カエサリス   |                    |                    | オクタウィウス        | オクタウィウス        | オクタウィウス        | オクタウィウス        | オクタウィウス        | オクタウィウス        |              |              | アティア                    | アティア                    | アティア                    | アティア                    | アティア                         | アティア                         |                                  |                                  |                                  |                                  |                |                |                                  |                                  |                                  |                                  |                                  |                                  |            |            |              |              |              |              |                |                |                |                |                |                |              |              |              |              |
|            |            |            |            |                |                |                |                |                     |                     |                     |                     |                     |                     |                |                |                |                |              |              |                       |                       |                       |                       |                       |                       |                    |                    |                       |                       |                       |                       |                       |                       |              |              |                             |                             |                             |                             |                                  |                                  |                                  |                                  |                                  |                                  |                |                |                                  |                                  |                                  |                                  |                                  |                                  |            |            |              |              |              |              |                |                |                |                |                |                |              |              |              |              |
|            |            |            |            |                |                |                |                |                     |                     |                     |                     |                     |                     |                |                |                |                |              |              |                       |                       |                       |                       |                       |                       |                    |                    |                       |                       |                       |                       |                       |                       |              |              |                             |                             |                             |                             |                                  |                                  |                                  |                                  |                                  |                                  |                |                |                                  |                                  |                                  |                                  |                                  |                                  |            |            |              |              |              |              |                |                |                |                |                |                |              |              |              |              |
|            |            |            |            | スクリボニア   | スクリボニア   | スクリボニア   | スクリボニア   | スクリボニア        | スクリボニア        |                     |                     | アウグストゥス      | アウグストゥス      | アウグストゥス | アウグストゥス | アウグストゥス | アウグストゥス |              |              | リウィア・ ドルシッラ | リウィア・ ドルシッラ | リウィア・ ドルシッラ | リウィア・ ドルシッラ | リウィア・ ドルシッラ | リウィア・ ドルシッラ |                    |                    | クラウディウス・ ネロ | クラウディウス・ ネロ | クラウディウス・ ネロ | クラウディウス・ ネロ | クラウディウス・ ネロ | クラウディウス・ ネロ |              |              | アントニウス                | アントニウス                | アントニウス                | アントニウス                | アントニウス                     | アントニウス                     |                                  |                                  | 小オクタウィア                   | 小オクタウィア                   | 小オクタウィア | 小オクタウィア | 小オクタウィア                   | 小オクタウィア                   |                                  |                                  |                                  |                                  |            |            |              |              |              |              | 小マルケッルス | 小マルケッルス | 小マルケッルス | 小マルケッルス | 小マルケッルス | 小マルケッルス |              |              |              |              |
|            |            |            |            | スクリボニア   | スクリボニア   | スクリボニア   | スクリボニア   | スクリボニア        | スクリボニア        |                     |                     | アウグストゥス      | アウグストゥス      | アウグストゥス | アウグストゥス | アウグストゥス | アウグストゥス |              |              | リウィア・ ドルシッラ | リウィア・ ドルシッラ | リウィア・ ドルシッラ | リウィア・ ドルシッラ | リウィア・ ドルシッラ | リウィア・ ドルシッラ |                    |                    | クラウディウス・ ネロ | クラウディウス・ ネロ | クラウディウス・ ネロ | クラウディウス・ ネロ | クラウディウス・ ネロ | クラウディウス・ ネロ |              |              | アントニウス                | アントニウス                | アントニウス                | アントニウス                | アントニウス                     | アントニウス                     |                                  |                                  | 小オクタウィア                   | 小オクタウィア                   | 小オクタウィア | 小オクタウィア | 小オクタウィア                   | 小オクタウィア                   |                                  |                                  |                                  |                                  |            |            |              |              |              |              | 小マルケッルス | 小マルケッルス | 小マルケッルス | 小マルケッルス | 小マルケッルス | 小マルケッルス |              |              |              |              |
|            |            |            |            |                |                |                |                |                     |                     |                     |                     |                     |                     |                |                |                |                |              |              |                       |                       |                       |                       |                       |                       |                    |                    |                       |                       |                       |                       |                       |                       |              |              |                             |                             |                             |                             |                                  |                                  |                                  |                                  |                                  |                                  |                |                |                                  |                                  |                                  |                                  |                                  |                                  |            |            |              |              |              |              |                |                |                |                |                |                |              |              |              |              |
|            |            |            |            |                |                |                |                |                     |                     |                     |                     |                     |                     |                |                |                |                |              |              |                       |                       |                       |                       |                       |                       |                    |                    |                       |                       |                       |                       |                       |                       |              |              |                             |                             |                             |                             |                                  |                                  |                                  |                                  |                                  |                                  |                |                |                                  |                                  |                                  |                                  |                                  |                                  |            |            |              |              |              |              |                |                |                |                |                |                |              |              |              |              |
| アグリッパ | アグリッパ | アグリッパ | アグリッパ | アグリッパ     | アグリッパ     |                |                | 大ユリア            | 大ユリア            | 大ユリア            | 大ユリア            | 大ユリア            | 大ユリア            |                |                | ティベリウス   | ティベリウス   | ティベリウス | ティベリウス | ティベリウス          | ティベリウス          |                       |                       | 大ドルスス            | 大ドルスス            | 大ドルスス         | 大ドルスス         | 大ドルスス            | 大ドルスス            |                       |                       | 小アントニア          | 小アントニア          | 小アントニア | 小アントニア | 小アントニア                | 小アントニア                |                             |                             | 大アントニア                     | 大アントニア                     | 大アントニア                     | 大アントニア                     | 大アントニア                     | 大アントニア                     |                |                | L・ドミティウス・ アヘノバルブス | L・ドミティウス・ アヘノバルブス | L・ドミティウス・ アヘノバルブス | L・ドミティウス・ アヘノバルブス | L・ドミティウス・ アヘノバルブス | L・ドミティウス・ アヘノバルブス |            |            | 小マルケッラ | 小マルケッラ | 小マルケッラ | 小マルケッラ | 小マルケッラ   | 小マルケッラ   |                |                | メッサリヌス   | メッサリヌス   | メッサリヌス | メッサリヌス | メッサリヌス | メッサリヌス |
| アグリッパ | アグリッパ | アグリッパ | アグリッパ | アグリッパ     | アグリッパ     |                |                | 大ユリア            | 大ユリア            | 大ユリア            | 大ユリア            | 大ユリア            | 大ユリア            |                |                | ティベリウス   | ティベリウス   | ティベリウス | ティベリウス | ティベリウス          | ティベリウス          |                       |                       | 大ドルスス            | 大ドルスス            | 大ドルスス         | 大ドルスス         | 大ドルスス            | 大ドルスス            |                       |                       | 小アントニア          | 小アントニア          | 小アントニア | 小アントニア | 小アントニア                | 小アントニア                |                             |                             | 大アントニア                     | 大アントニア                     | 大アントニア                     | 大アントニア                     | 大アントニア                     | 大アントニア                     |                |                | L・ドミティウス・ アヘノバルブス | L・ドミティウス・ アヘノバルブス | L・ドミティウス・ アヘノバルブス | L・ドミティウス・ アヘノバルブス | L・ドミティウス・ アヘノバルブス | L・ドミティウス・ アヘノバルブス |            |            | 小マルケッラ | 小マルケッラ | 小マルケッラ | 小マルケッラ | 小マルケッラ   | 小マルケッラ   |                |                | メッサリヌス   | メッサリヌス   | メッサリヌス | メッサリヌス | メッサリヌス | メッサリヌス |
|            |            |            |            |                |                |                |                |                     |                     |                     |                     |                     |                     |                |                |                |                |              |              |                       |                       |                       |                       |                       |                       |                    |                    |                       |                       |                       |                       |                       |                       |              |              |                             |                             |                             |                             |                                  |                                  |                                  |                                  |                                  |                                  |                |                |                                  |                                  |                                  |                                  |                                  |                                  |            |            |              |              |              |              |                |                |                |                |                |                |              |              |              |              |
|            |            |            |            |                |                |                |                |                     |                     |                     |                     |                     |                     |                |                |                |                |              |              |                       |                       |                       |                       |                       |                       |                    |                    |                       |                       |                       |                       |                       |                       |              |              |                             |                             |                             |                             |                                  |                                  |                                  |                                  |                                  |                                  |                |                |                                  |                                  |                                  |                                  |                                  |                                  |            |            |              |              |              |              |                |                |                |                |                |                |              |              |              |              |
|            |            |            |            | 大アグリッピナ | 大アグリッピナ | 大アグリッピナ | 大アグリッピナ | 大アグリッピナ      | 大アグリッピナ      |                     |                     |                     |                     |                |                |                |                |              |              | ゲルマニクス          | ゲルマニクス          | ゲルマニクス          | ゲルマニクス          | ゲルマニクス          | ゲルマニクス          |                    |                    | クラウディウス        | クラウディウス        | クラウディウス        | クラウディウス        | クラウディウス        | クラウディウス        |              |              |                             |                             |                             |                             | G・ドミティウス・ アヘノバルブス | G・ドミティウス・ アヘノバルブス | G・ドミティウス・ アヘノバルブス | G・ドミティウス・ アヘノバルブス | G・ドミティウス・ アヘノバルブス | G・ドミティウス・ アヘノバルブス |                |                | ドミティア ・レピダ              | ドミティア ・レピダ              | ドミティア ・レピダ              | ドミティア ・レピダ              | ドミティア ・レピダ              | ドミティア ・レピダ              |            |            |              |              |              |              | バルバトゥス   | バルバトゥス   | バルバトゥス   | バルバトゥス   | バルバトゥス   | バルバトゥス   |              |              |              |              |
|            |            |            |            | 大アグリッピナ | 大アグリッピナ | 大アグリッピナ | 大アグリッピナ | 大アグリッピナ      | 大アグリッピナ      |                     |                     |                     |                     |                |                |                |                |              |              | ゲルマニクス          | ゲルマニクス          | ゲルマニクス          | ゲルマニクス          | ゲルマニクス          | ゲルマニクス          |                    |                    |                       | クラウディウス        | クラウディウス        | クラウディウス        | クラウディウス        | クラウディウス        |              |              |                             |                             |                             |                             | G・ドミティウス・ アヘノバルブス | G・ドミティウス・ アヘノバルブス | G・ドミティウス・ アヘノバルブス | G・ドミティウス・ アヘノバルブス | G・ドミティウス・ アヘノバルブス | G・ドミティウス・ アヘノバルブス |                |                | ドミティア ・レピダ              | ドミティア ・レピダ              | ドミティア ・レピダ              | ドミティア ・レピダ              | ドミティア ・レピダ              | ドミティア ・レピダ              |            |            |              |              |              |              | バルバトゥス   | バルバトゥス   | バルバトゥス   | バルバトゥス   | バルバトゥス   | バルバトゥス   |              |              |              |              |
|            |            |            |            |                |                |                |                |                     |                     |                     |                     |                     |                     |                |                |                |                |              |              |                       |                       |                       |                       |                       |                       |                    |                    |                       |                       |                       |                       |                       |                       |              |              |                             |                             |                             |                             |                                  |                                  |                                  |                                  |                                  |                                  |                |                |                                  |                                  |                                  |                                  |                                  |                                  |            |            |              |              |              |              |                |                |                |                |                |                |              |              |              |              |
|            |            |            |            |                |                |                |                |                     |                     |                     |                     |                     |                     |                |                |                |                |              |              |                       |                       |                       |                       |                       |                       |                    |                    |                       |                       |                       |                       |                       |                       |              |              |                             |                             |                             |                             |                                  |                                  |                                  |                                  |                                  |                                  |                |                |                                  |                                  |                                  |                                  |                                  |                                  |            |            |              |              |              |              |                |                |                |                |                |                |              |              |              |              |
|            |            |            |            | カエソニア     | カエソニア     | カエソニア     | カエソニア     | カエソニア          | カエソニア          |                     |                     | カリグラ            | カリグラ            | カリグラ       | カリグラ       | カリグラ       | カリグラ       |              |              | 小アグリッピナ        | 小アグリッピナ        | 小アグリッピナ        | 小アグリッピナ        | 小アグリッピナ        | 小アグリッピナ        |                    |                    |                       |                       |                       |                       |                       |                       |              |              |                             |                             |                             |                             |                                  |                                  |                                  |                                  |                                  |                                  |                |                |                                  |                                  |                                  |                                  |                                  |                                  | メッサリナ | メッサリナ | メッサリナ   | メッサリナ   | メッサリナ   | メッサリナ   |                |                |                |                |                |                |              |              |              |              |
|            |            |            |            | カエソニア     | カエソニア     | カエソニア     | カエソニア     | カエソニア          | カエソニア          |                     |                     | カリグラ            | カリグラ            | カリグラ       | カリグラ       | カリグラ       | カリグラ       |              |              | 小アグリッピナ        | 小アグリッピナ        | 小アグリッピナ        | 小アグリッピナ        | 小アグリッピナ        | 小アグリッピナ        |                    |                    |                       |                       |                       |                       |                       |                       |              |              |                             |                             |                             |                             |                                  |                                  |                                  |                                  |                                  |                                  |                |                |                                  |                                  |                                  |                                  |                                  |                                  | メッサリナ | メッサリナ | メッサリナ   | メッサリナ   | メッサリナ   | メッサリナ   |                |                |                |                |                |                |              |              |              |              |
|            |            |            |            |                |                |                |                |                     |                     |                     |                     |                     |                     |                |                |                |                |              |              |                       |                       |                       |                       |                       |                       |                    |                    |                       |                       |                       |                       |                       |                       |              |              |                             |                             |                             |                             |                                  |                                  |                                  |                                  |                                  |                                  |                |                |                                  |                                  |                                  |                                  |                                  |                                  |            |            |              |              |              |              |                |                |                |                |                |                |              |              |              |              |
|            |            |            |            |                |                |                |                |                     |                     |                     |                     |                     |                     |                |                |                |                |              |              |                       |                       |                       |                       |                       |                       |                    |                    |                       |                       |                       |                       |                       |                       |              |              |                             |                             |                             |                             |                                  |                                  |                                  |                                  |                                  |                                  |                |                |                                  |                                  |                                  |                                  |                                  |                                  |            |            |              |              |              |              |                |                |                |                |                |                |              |              |              |              |
|            |            |            |            |                |                |                |                | ユリア・ ドルシッラ | ユリア・ ドルシッラ | ユリア・ ドルシッラ | ユリア・ ドルシッラ | ユリア・ ドルシッラ | ユリア・ ドルシッラ |                |                |                |                |              |              |                       |                       |                       |                       |                       |                       |                    |                    | ネロ                  | ネロ                  | ネロ                  | ネロ                  | ネロ                  | ネロ                  |              |              | クラウディア・ オクタウィア | クラウディア・ オクタウィア | クラウディア・ オクタウィア | クラウディア・ オクタウィア | クラウディア・ オクタウィア      | クラウディア・ オクタウィア      |                                  |                                  | ブリタンニクス                   | ブリタンニクス                   | ブリタンニクス | ブリタンニクス | ブリタンニクス                   | ブリタンニクス                   |                                  |                                  |                                  |                                  |            |            |              |              |              |              |                |                |                |                |                |                |              |              |              |              |
|            |            |            |            |                |                |                |                | ユリア・ ドルシッラ | ユリア・ ドルシッラ | ユリア・ ドルシッラ | ユリア・ ドルシッラ | ユリア・ ドルシッラ | ユリア・ ドルシッラ |                |                |                |                |              |              |                       |                       |                       |                       |                       |                       |                    |                    | ネロ                  | ネロ                  | ネロ                  | ネロ                  | ネロ                  | ネロ                  |              |              | クラウディア・ オクタウィア | クラウディア・ オクタウィア | クラウディア・ オクタウィア | クラウディア・ オクタウィア | クラウディア・ オクタウィア      | クラウディア・ オクタウィア      |                                  |                                  | ブリタンニクス                   | ブリタンニクス                   | ブリタンニクス | ブリタンニクス | ブリタンニクス                   | ブリタンニクス                   |                                  |                                  |                                  |                                  |            |            |              |              |              |              |                |                |                |                |                |                |              |              |              |              |

## アントニウスが登場する作品

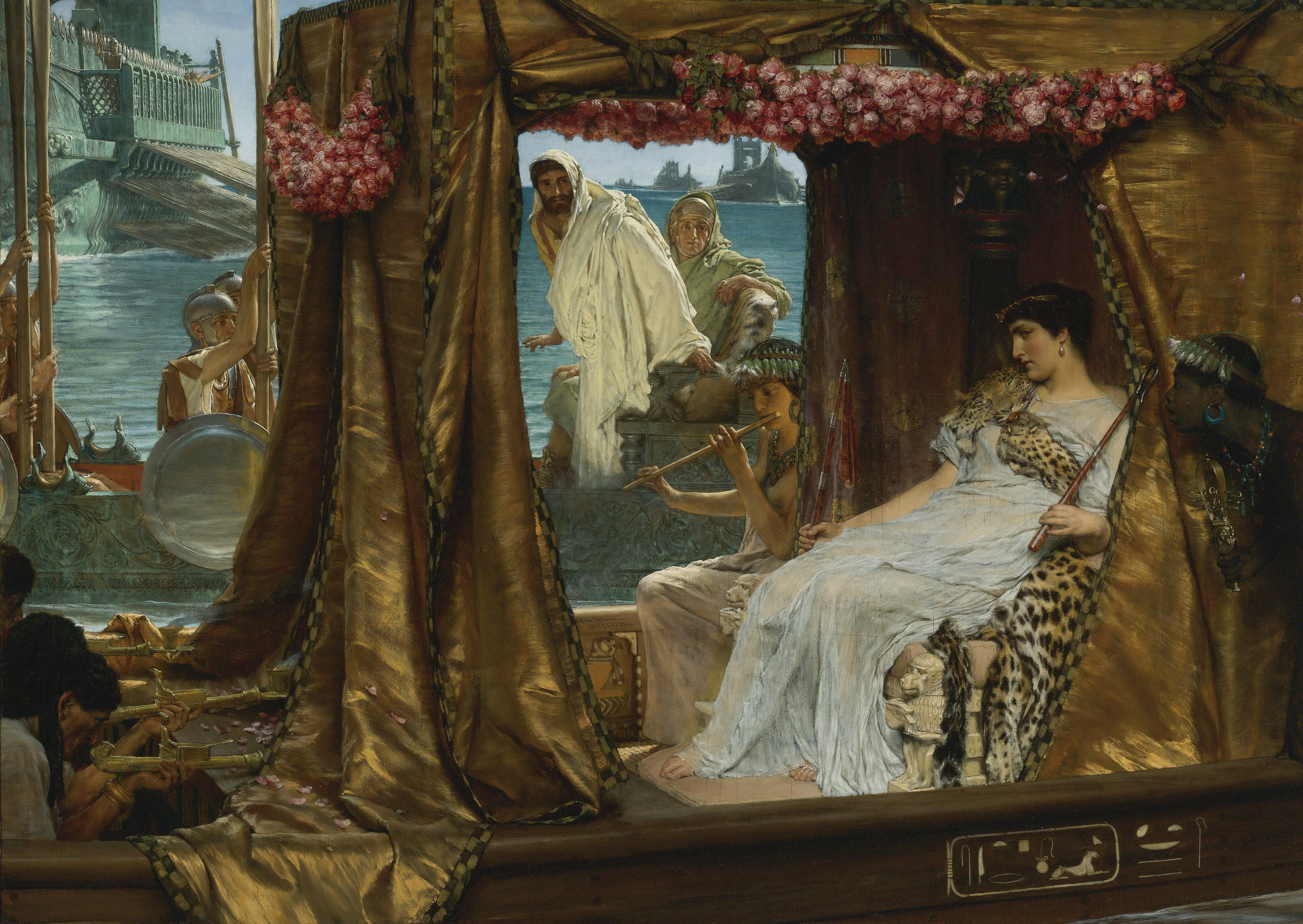
『アントニウスとクレオパトラ』（Anthony and Cleopatra）、イギリス人画家ローレンス・アルマ＝タデマによる1885年の作

### 歴史書
- 『クレオパトラ』（クリスティアン＝ジョルジュ・シュエンツエル（北野徹訳））
- 『クレオパトラ 古代エジプト最後の女王』（エディット・フラマリオン（高野優訳））

### 戯曲
- 「アントニーとクレオパトラ」 − ウィリアム・シェイクスピア作。
- 「ジュリアス・シーザー」 − シェイクスピア作。第3幕第2場の「アントニーの演説（英語版）」は劇中で重要な位置を占める。

### 映画
- アントニーとクレオパトラ（1913年） - イタリアで製作された映画。アントニー役はアムレート・ノヴェリ。
- ジュリアス・シーザー（1953年） − MGM。アントニー役はマーロン・ブランド。ジョーゼフ・L・マンキーウィッツ監督。
- クレオパトラ（1963年） − 20世紀フォックス。アントニー役はリチャード・バートン。ジョーゼフ・L・マンキーウィッツ監督。
- ジュリアス・シーザー（1970年） − コモンウェルス・ユナイテッド・エンターテインメント。アントニー役はチャールトン・ヘストン。スチュアート・バージ（英語版）監督。
- アントニーとクレオパトラ（1972年） − J・アーサー・ランク・フィルム。アントニー役はチャールトン・ヘストン。チャールトン・ヘストン監督。

### ドラマ
- ROME［ローマ］ - 米HBO、英BBC共同製作のテレビシリーズ。